# 亨特·佐羅門
亨特·佐羅門（英語：Hunter Zolomon），也稱為極速 Zoom，是美國DC漫畫的超級反派。第二個使用逆閃電稱號的角色，他是DC宇宙中沃利·韋斯特的死敵。
2009年IGN將Zoom評為歷史上第37位最強大的漫畫反派 。2015年CW電視劇《閃電俠》中首次亮相，泰迪·西爾斯飾演。

## 其他媒體

### 劇集
- 綠箭宇宙系列劇集，由東尼·陶德配音及泰迪·西爾斯飾演
  - 極速Zoom是出現於《閃電俠》第二季的主要對手[2][3][4][5][6][7]，最後被時間亡靈抓進神速力成為黑閃電。
  - 成為黑閃電(Black Flash)的極速出現於劇集《明日傳奇》第二季[8][9][10][11]，主要是動畫合成演出。他能夠感受打亂時間的違規者的位置，他持續追殺逆閃電的時間殘餘，因為後者的性質是“時間偏差”。
  - 《閃電俠》第五季的100集特集客串，閃電俠及XS回到過去搜集對抗老蟬頭的用具。
  - 最後季被負神速力招募對抗閃電俠小隊。

## 資料來源

### 腳註
1. ↑  . IGN.com.   [April 25, 2011]. （原始内容存档于2016-12-28）.
2. 1 2  Abrams, Natalie. . Entertainment Weekly. February 23, 2016  [February 23, 2016]. （原始内容存档于2016-02-27）.
3. ↑  Burlingame, Russ. . Comicbook.com.   [September 12, 2016]. （原始内容存档于2016-09-08）.
4. ↑  Abrams, Natalie. . EW.com. January 26, 2016  [April 26, 2016]. （原始内容存档于2016-08-17）.
5. ↑  Schremph, Kelly. . Bustle. February 2, 2016  [November 25, 2016]. （原始内容存档于2016-11-25）.
6. ↑  Crystal Bell. . MTV News. January 19, 2016  [February 12, 2018]. （原始内容存档于2020-11-08）.
7. ↑  . YouTube. April 24, 2017  [2018-09-29]. （原始内容存档于2020-11-09）.
8. ↑  . April 20, 2016  [July 21, 2016]. （原始内容存档于2020-11-09）.
9. ↑  . May 24, 2016  [July 21, 2016]. （原始内容存档于2020-11-08）.
10. ↑  Mitovich, Matt. . TV Line. January 8, 2017  [January 8, 2017]. （原始内容存档于2021-02-11）.
11. ↑  Schedeen, Jesse. . IGN.com. April 4, 2017  [February 28, 2018]. （原始内容存档于2020-11-24）.

### 外部連結
- Zoom at the DC Database
- Zoom at dccomics.com （页面存档备份，存于）